# 노만 (고려)
노만(盧満, ?~?)은 안동노씨의 시조이다. 당나라 선종 때 대호군을 지낸 노수(盧穗)의 아홉 아들 중 다섯째 아들로 태어났으며, 고려로부터 안동백(安東伯)에 봉해졌다.